# Roststjärtad attila
Roststjärtad attila (Attila phoenicurus) är en fågel i familjen tyranner inom ordningen tättingar.

## Utseende och läte
Roststjärtad attila är en rätt stor tyrann. Ovansidan är djupt roströd, kontrasterande mot mestadels grått huvud och ljusare orange undersida. Lätet är en vittljudande vissling, "fee-fee-fii" som upprepas under långa perioder dagen lång. Arten liknar gråhuvad attila, men utmärker sig genom roströd snarare än grå strupe. 

## Utbredning och systematik
Fågeln förekommer från Amazonområdet till sydöstra Brasilien, östra Paraguay och nordöstra Argentina. Den behandlas som monotypisk, det vill säga att den inte delas in i några underarter.

## Levnadssätt
Roststjärtad attila hittas i fuktiga skogar, inklusive de med inslag av Aracuaria. Där förekommer den i alla skikt, vanligen sittande nästan helt stilla i väntan på att fånga byten i luften.

## Status och hot
Arten har ett stort utbredningsområde, men tros minska i antal, dock inte tillräckligt kraftigt för att den ska betraktas som hotad. Internationella naturvårdsunionen IUCN listar arten som livskraftig (LC).